# Wojstom (gmina)
Wojstom – dawna gmina wiejska istniejąca do 1939 roku na obszarze Ziemi Wileńskiej/woj. wileńskiego (obecnie na Białorusi). Siedzibą gminy był Wojstom.
Początkowo gmina należała do powiatu święciańskiego w guberni wileńskiej. 7 czerwca 1919 weszła w skład utworzonego pod Zarządem Cywilnym Ziem Wschodnich okręgu wileńskiego, przejętego 9 września 1920 przez Tymczasowy Zarząd Terenów Przyfrontowych i Etapowych. W związku z powstaniem Litwy Środkowej 9 października 1920 gmina wraz z główną częścią powiatu święciańskiego znalazła się w jej strukturach. 13 kwietnia 1922 roku gmina weszła w skład objętej władzą polską Ziemi Wileńskiej, przekształconej 20 stycznia 1926 roku w województwo wileńskie.
1 stycznia 1926 roku gminę wyłączono z powiatu święciańskiego i przyłączono do powiatu wilejskiego w tymże województwie. 1 kwietnia 1929 roku do gminy włączono 12 miejscowości z gminy Bienica w powiecie mołodeczańskim.1 kwietnia 1932 roku do gminy Wojstom przyłączono część obszaru zniesionej gminy Iża oraz fragment (nie zniesionej) gminy Wiszniew. Po wojnie obszar gminy Wojstom wszedł w struktury administracyjne Związku Radzieckiego.